# Georges Cuvier
Georges Léopold Chrétien Frédéric Dagobert Cuvier (Montbéliard, 23 augustus 1769 – Parijs, 13 mei 1832), was een Franse natuuronderzoeker die veel betekende als grondlegger van de vakken geologie, anatomie, zoölogie en paleontologie. In 1819 werd hij wegens zijn verdiensten in de adelstand verheven. Hij is een van de 72 Fransen wier namen in reliëf op de Eiffeltoren zijn aangebracht.

## Biografie
Cuvier werd geboren in een protestantse familie in het graafschap Montbéliard dat destijds bij het Hertogdom Württemberg behoorde, een autonome staat binnen het Duitse Rijk. Volgens sommige bronnen zou zijn eigenlijke naam Johann Leopold Nicolaus Friedrich Kuefer zijn, maar die naam staat niet in de geboorteakte van zijn geboorteplaats Montbéliard. Cuvier zou zijn hele leven lutheraan blijven. Tot voor kort werd hij door Duitse bronnen als een typisch Duitse wetenschapper omschreven, waarbij zijn struise, rossige uiterlijk niet onvermeld bleef. Na een vierjarige studie in Stuttgart werd hij in 1795 benoemd tot assistent-hoogleraar in de anatomie bij het befaamde Muséum national d'histoire naturelle te Parijs. In 1796 werd Cuvier lid van het Institut National, in 1799 hoogleraar in de natuurlijke historie aan het Collège de France, in 1802 hoogleraar bij de Jardin des Plantes en in 1818 lid van de Académie française. Hij stierf onverwacht aan de cholera tijdens de beruchte grote epidemie, niet lang nadat hij benoemd was in de Chambre des pairs; destijds de Franse Eerste Kamer. Tijdens zijn leven had hij een uitstekende verstandhouding met zowel Napoleon Bonaparte, Lodewijk XVIII als Lodewijk Filips. In 1814 werd hij benoemd tot staatsraad en in 1818 weigerde hij het ministerschap van binnenlandse zaken. Vlak voor zijn dood stond hij op het punt deze functie alsnog te aanvaarden.

## Werk

### Catastrofisme
Cuvier is vooral beroemd geworden wegens zijn catastrofisme. Dit stond in tegenstelling tot het Britse uniformitarianisme dat in zijn tijd steeds meer opgeld deed met de stelling dat de aardse geologische processen in het verleden verklaard kon worden door dezelfde krachten als welke wij normaal waarnemen. Volgens Cuvier getuigden de aardlagen juist van een catastrofale vorming: er is een opeenvolging van verschillende prehistorische "werelden", ieder met zijn eigen flora en fauna - een scheppende goddelijke macht vult de aarde steeds weer opnieuw, nadat die geheel of per continent door een catastrofe ontvolkt is. Deze theorie verklaarde de plotselinge opeenvolging van aardlagen en de discontinuïteit van de biota (levensgemeenschappen), en stond de gedachte aan een biologische ontwikkeling toe zonder het idee van de onveranderlijkheid van de soorten te verlaten. Van een echte evolutie zou dus geen sprake zijn. Cuvier was daarmee de tegenstander van de pre-darwinistische evolutionist Jean-Baptiste de Lamarck.

### Paleontologie
Binnen de paleontologische taxonomie is Cuvier vooral bekend geworden als de grondlegger van de vergelijkende methode in de anatomie, waarbij hij de reputatie verwierf dat hij door slechts een enkel bot van een dier te kennen daarvan de systematische plaatsing kon bepalen. Diezelfde reputatie zorgde ervoor dat Cuvier te hulp werd geroepen bij paleontologische twistpunten om er zijn gezaghebbende en beslissende woord over te spreken. Dat gebeurde in het geval van Mosasaurus, Pterodactylus, "Homo diluvii testis" en Iguanodon. De eerste twee werden door hem correct als reptielen gedetermineerd, de derde (met behulp van het holotype fossiel in Teylers Museum in Haarlem) correct als een amfibie, en de laatste aanzienlijk minder correct als een neushoorn, hoewel hij zijn oordeel toen ook op slechts één enkele tand kon baseren. Volgens een bekende anekdote zou een van zijn studenten zich achter een bokkenschedel hebben verborgen en Cuvier 's nachts hebben gewekt met de woorden: "Ik ben de duivel en ik ga je verslinden!" Waarop Cuvier laconiek zou hebben geantwoord: "Dat waag ik te betwijfelen, want aan je hoorns zie ik al dat je tot de planteneters behoort".

### Publicaties
Zijn belangrijkste werk is Règne Animal distribué d'après son Organisation pour servir de base à l'Histoire Naturelle des Animaux et d'Introduction à l'Anatomie Comparée (1817), een systematische behandeling van het dierenrijk. Cuvier, die een niet onverdienstelijk tekenaar was, verzorgde zelf een groot deel van de illustraties.

## Voetnoten
1. ↑  Le cimetière du Père-Lachaise; pagina('s): 118.
2. ↑  Sinds 1796 ligt Montbéliard in Frankrijk.
3. ↑  D. J. van de Kaa, Kaa, Y. de Roo, 2008 De Leden Van de Koninklijke Nederlandse Akademie Van Wetenschappen: Een demografisch perspectief: 1808 - 2008. Amsterdam: KNAW Press, pagina 152 noot 17.
4. ↑  Claude Cardot, 2009 Georges Cuvier. La révélatrion des mondes perdus, Les Éditions du Sekoya, Besancon, 413 pp., ISBN 978-2-84751-054-6. Dit boek bevat een afbeelding van de handgeschreven geboorteakte in de Archives municipales de Mongtbéliard, archiefnummer GG16.
5. ↑  Door Franse historici werd dit steevast aan een ziekte geweten.[bron?]

- Bibsys: 90205342
- Biblioteca Nacional de Chile: 000327172
- Biblioteca Nacional de España: XX896482
- Bibliothèque nationale de France: cb12215786p (data)
- Author citation (botany): Cuvier
- Catàleg d'autoritats de noms i títols de Catalunya: 981058511661306706
- CiNii: DA02579944
- Stuttgart Database of Scientific Illustrators 1450–1950: 7752
- Gemeinsame Normdatei: 118677578
- International Standard Name Identifier: 0000 0001 2098 7912
- Library of Congress Control Number: n79144758
- Nationale Bibliotheek van Letland: 000115689
- Base Léonore: LH//643/10
- Bibliotheek van het Japanse parlement: 00620547
- Nationale Bibliotheek van Tsjechië: jn20000601238
- Nationale bibliotheek van Australië: 35032897
- Nationale Bibliotheek van Israël: 987007260091705171
- Nationale Bibliotheek van Polen: a0000002266993
- Nationale en Universitaire bibliotheek Zagreb: 000513352
- Nederlandse Thesaurus van Auteursnamen: 068388136
- Réseau des bibliothèques de Suisse occidentale: 02-A003148641
- Istituto Centrale per il Catalogo Unico: UFIV072207
- LIBRIS: 182950
- SNAC: w6dg7hm9
- Système universitaire de documentation: 030819121
- Museum of New Zealand Te Papa Tongarewa: 55206
- Trove: 805517
- Union List of Artist Names: 500255890
- Virtual International Authority File: 4981028
- WorldCat: E39PBJptY6yjbPMQvBPFfjPfbd